# نبرد ممل
نبرد ممل یا محاصره ممل (به آلمانی: Erste Kurlandschlacht) (به روسی: Мемельская наступательная операция) که در پی عملیات هجومی ارتش سرخ به آن شهر در اواخر سال ۱۹۴۴ روی داد. این حمله منجر به محاصره سه‌ماهه نیروهای آلمانی در شهر ممل و بندر و سرپل کوچک آن گردید. سرانجام سرپل شهر، در نتیجه حمله بعدی روسها به پروس شرقی در اوایل سال ۱۹۴۵ درهم شکسته شد.

## پیشینه
عملیات هجومی ارتش سرخ در ماه‌های ژوئن و آگوست سال ۱۹۴۴ موسوم به عملیات باگراتیون، قرارگاه مرکزی ارتش آلمان را در آستانه نابودی کامل قرار داد و آن‌ها را از تمام خاک بلاروس و بخش عمده‌ای از لیتوانی ، لهستان و ایالتی از آلمان به نام کونیگسبرگ به عقب راند. در طول ماه‌های آگوست و سپتامبر اگر چه در همان سال، نیروهای آلمانی با انجام سلسله پاتک‌هایی موسوم به دابلکاپف و کازار توانستند پیشروی روس‌ها را متوقف کرده و ارتباط میان قرارگاه مرکزی و شمالی نیروها را حفظ کنند اما ستاد فرماندهی ارتش سرخ، نیروهای ارتش یکم بالتیک را برای حمله به مواضع نیروهای سپاه سوم تانک آلمان و سپس به منطقه ممل برای دو نیم کردن قرارگاه‌های شمال و جنوب آلمان آماده می‌کرد.این عملیات در برگیرنده شروع یورش شوروی به ورشو بود.

## طراحی عملیات
ژنرال روس ایوان باقرامیان، قصد داشت تا حمله اصلی خود را در ۱۹ کیلومتری غرب منطقه شولی انجام دهد. او با متمرکز کردن نیمی از نیروهای خود در این منطقه و با استفاده از اصول اختفا، موفق شد تا نیروهای آلمانی را فریب داده و فرماندهان آلمانی را متقاعد کند که محور اصلی حمله او به سمت شهر ریگا مرکز لیتوانی است.

## آرایش نظامی
ارتش آلمان (ورماخت)
- جناح شمالی سپاه سوم تانک به فرماندهی ژنرال ارهارد راوس
- نیروهای لشکر بیست‌وهفتم به فرماندهی ژنرال هانس گولنیک
- نیروهای لشکر چهلم تانک به فرماندهی ژنرال زیگفرید هنریسی

ارتش سرخ
- نیروهای جبهه یکم بالتیک به فرماندهی ژنرال ایوان باقرامیان
- ارتش پنجم تانک به فرماندهی ژنرال واسیلی ولسکی
- ارتش سی‌وسوم به فرماندهی ژنرال ویاچسلاو تسوف
- ارتش چهل‌وسوم به فرماندهی ژنرال آواناسی بلوبورودوف
- ارتش پنجاه‌ویکم به فرماندهی ژنرال یاکوف ریزر
- نیروهای ضربتی ارتش چهارم به فرماندهی ژنرال یتر مالیشوف
- ارتش ششم به فرماندهی ژنرال ایوان چیستیاکوف

## حمله
در پنجم اکتبر، ژنرال باقرامیان، عملیاتی بر ضد نیروهای ارتش سوم تانک ژنرال راوس را در منطقه‌ای به وسعت ۶۰ مایل و با فشار برای نفوذ در صفوف نیروهای ضعیف لشکر ۵۵۱ نیروهای مردمی آلمان آغاز کرد. خطوط دفاعی نیروهای مردمی آلمان در همان روز اول درهم شکسته شد و نیروهای روس توانستند ۱۰ مایل پیشروی کنند. سپس باقرامیان ارتش پنجم ژنرال ولسکی را مأمور تصرف ساحل شمالی شهر ممل نمود. در این جبهه در هفتم اکتبر، شکست بزرگی بر نیروهای ارتش سوم تانک آلمان وارد آمد و نیروهای ارتش چهل‌وسوم ژنرال بلوبورودوف توانستند در جنوب شهر ممل پیشروی کنند. در عرض دو روز این نیروها توانستند ساحل جنوبی شهر را تصرف کرده و نیروهای ژنرال ولسکی هم از شمال، شهر را به محاصره خود درآورند.
در منطقه جنوب، نیروهای ژنرال چرنیاخوفسکی به سمت شهر سووتسک، کالینینگراد پیشروی کردند. با تصرف مقرهای فرماندهی سپاه سوم تانک آلمان، ژنرال راوس و افسران ستادش مجبور شدند تا از درون شهر ممل به نبرد بپردازند. با این شرایط، در نهم اکتبر، ژنرال فردیناند شورنر، فرمانده قرارگاه نیروهای آلمانی مجاور، متوجه شد که باید هر چه سریعتر حمله‌ای را ترتیب دهد تا در صورت تخلیه نیروهای مستقر در ریگا بتواند شهر ممل را از محاصره نجات دهد. تصمیم اجرایی برای این حمله دیر اتخاذ شد، اما در این میان کریگسمارینه توانست بخش عمده‌ای از نیروهای مستقر در ممل به همراه تعدادی از غیر نظامیان را از طریق بندر شهر خارج سازد. نیروهای لشکر بیست‌وهفتم ژنرال گولنیک به تنهایی اقدام به ایجاد یک خط دفاعی در اطراف شهر نمود.
موفقیت در حمله انجام‌شده در بخش شمالی، فرماندهی ارشد نیروهای روس را تشویق نمود تا نیروهای جبهه سوم بلاروس را مأمور تصرف منطقه عمومی پروس خاوری بنمایند. این حمله که با نام عملیات گامبینن شناخته می‌شود با مقاومت شدید نیروهای آلمانی مواجه و در عرض چند روز متوقف شد.

## محاصره
شکست نیروهای روس در عملیات گامبینن به این معنی بود که نیروهای روس باید نیروهای آلمانی در شهر ممل را همچنان در محاصره نگهدارند. نیروهای آلمانی که عمدتاً از یگانهای لشکر گویزداچلند، لشکر پنجاه‌وهشت پیاده و لشکر هفتم تانک تشکیل شده بود، از حمایت استحکامات دفاعی نیرومند موجود در شهر، آتش توپخانه رزمناوها از جمله ناو پرینز یوجین در دریای بالتیک و ارتباط ضعیفی با باقی‌مانده پروس خاوری از طریق نواره کورونی برخوردار بود.
محاصره و دفاع در تمام طول ماه‌های نوامبر، دسامبر و اکثر روزهای ماه ژانویه ادامه یافت و در این مدت غیرنظامیان باقی‌مانده در شهر و نظامیان مجروح از طریق دریا طی عملیات هنیبال تخلیه شدند. همچنین نیروهای لشکر گویزداچلند و لشکر هفتم تانک که خسارات سنگینی دیده بودند با نیروهای تازه‌نفس لشکر پنجاه‌وهفت پیاده‌نظام که از راه دریا آمده بود جایگزین شدند.

## سقوط ممل
سرانجام شهر در ۲۷ ژانویه سال ۱۹۴۵ تخلیه شد. موفقیت روس‌ها در عملیات پروس خاوری به سمت جنوب، شهر ممل را در موقعیتی غیرقابل دفاع قرارداد و آلمان‌ها تصمیم گرفتند تا نیروها را از شهر به سمت سامبیا (شبه جزیره) به عقب بکشند تا در آنجا به دفاع بپردازند؛ بنابراین نیروهای لشکر نودوپنج و پنجاه‌وهشت پیاده‌نظام به سمت تالاب نواره کورونی تخلیه شدند. آخرین یگان‌های آلمانی در ۲۷ ژانویه ۱۹۴۵ از شهر خارج و ساعتی بعد نیروهای شوروی بندر را تصرف کردند. آلمانی‌های تخلیه نشده هم توسط روس‌ها کشته شدند.

## پسایند
شهر ممل، که از سال ۱۹۲۳ تا ۱۹۳۹ بخشی از لیتوانی بوده و پس از اشغال به آلمان نازی ضمیمه شده بود، مجدد به جمهوری سوسیالیستی لیتوانی شوروی بازگشت. در سال ۱۹۴۷ این منطقه به صورت رسمی با عنوانی لیتوانیایی به کلایپدا تغییر نام یافت.